# 6202 Georgemiley
A 6202 Georgemiley (ideiglenes jelöléssel 3332 T-1) a Naprendszer kisbolygóövében található aszteroida. Cornelis Johannes van Houten,  Ingrid van Houten-Groeneveld és Tom Gehrels fedezte fel 1971. március 26-án.